# ラマルティーヌ通り
座標: 北緯48度52分36秒 東経2度20分27秒 / 北緯48.876571度 東経2.340834度
ラマルティーヌ通りはフランスのパリ9区にある通りである。

## 場所とアクセス
ラマルティーヌ通りは、マルグリット・ド・ロシュシュアール通り（フランス語: rue Marguerite-de-Rochechouart）1番地が起点で、マルティール通り（フランス語: rue des Martyrs）2番地が終点である。
この通り周辺には、パリメトロ12号線のノートル＝ダム＝ド＝ロレット駅（フランス語: Notre-Dame-de-Lorette (métro de Paris)）とパリメトロ7号線のカデ駅（フランス語: Cadet (métro de Paris)）がある。

## 名称の由来

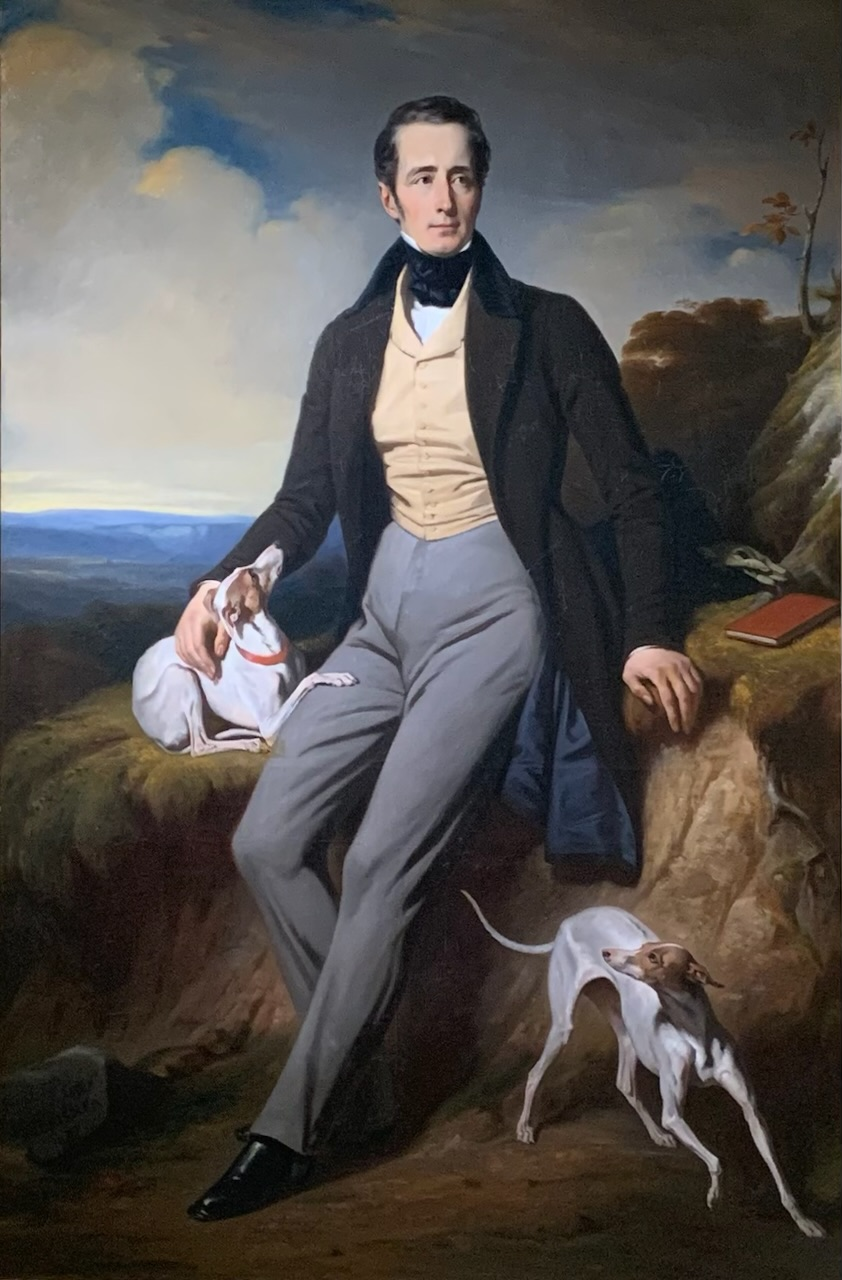
ラマルティーヌ肖像画

この道路はフランスの詩人であり政治家であったアルフォンス・ド・ラマルティーヌにちなんで名付けられた。

## 沿革
この通りはもともと「コケナール通り (Rue Coquenard) 」と呼ばれていたが、これはこの場所がルコック家に属していたか、「コケナール (Coquenard)」または「コケマール (Coquemard)」と呼ばれる領地に開かれたことによる。
17世紀初頭、 ノートルダム=ド=ロレット礼拝堂、別名ポルシュロン礼拝堂 (chapelle des Porcherons)が建設されたため、この通りは「ノートルダム=ド=ロレット通り (Rue Notre-Dame-de-Lorette) 」という名前になった。

しかし、この礼拝堂は1880年に取り壊された。
1792年に通りの名称が「コケナール通り」に戻された。
1812年当時は「コケナール通り」という名称で、ロシュシュアール通り（フランス語: Rue Marguerite-de-Rochechouart）およびカデ通り（フランス語: rue Cadet）のあたりから始まり、フォーブール＝モンマルトル通り（フランス語: Rue du Faubourg-Montmartre）とマルティール通り（フランス語: Rue des Martyrs）のあたりで終わっていた。パリ旧2区（フランス語: Ancien 2e arrondissement de Paris） 、フォーブール＝モンマルトル地区（フランス語: Quartier du Faubourg-Montmartre）に位置していた。
通りの番地は赤色で、片側は1番から35番までの奇数、もう片側は2番から60番までの偶数で構成されていた。

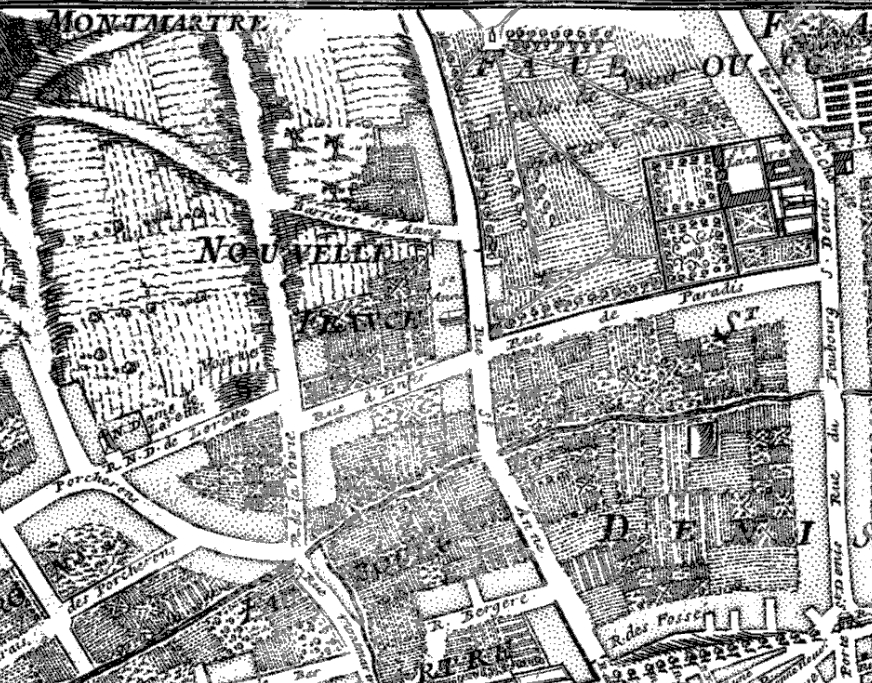
1705年のこの地図では、ヴォワリー通りとノートル＝ダム＝ド＝ロレット通りの角に、ポルシュロン（Porcherons）のヴォワリー（voirie）が確認できる。
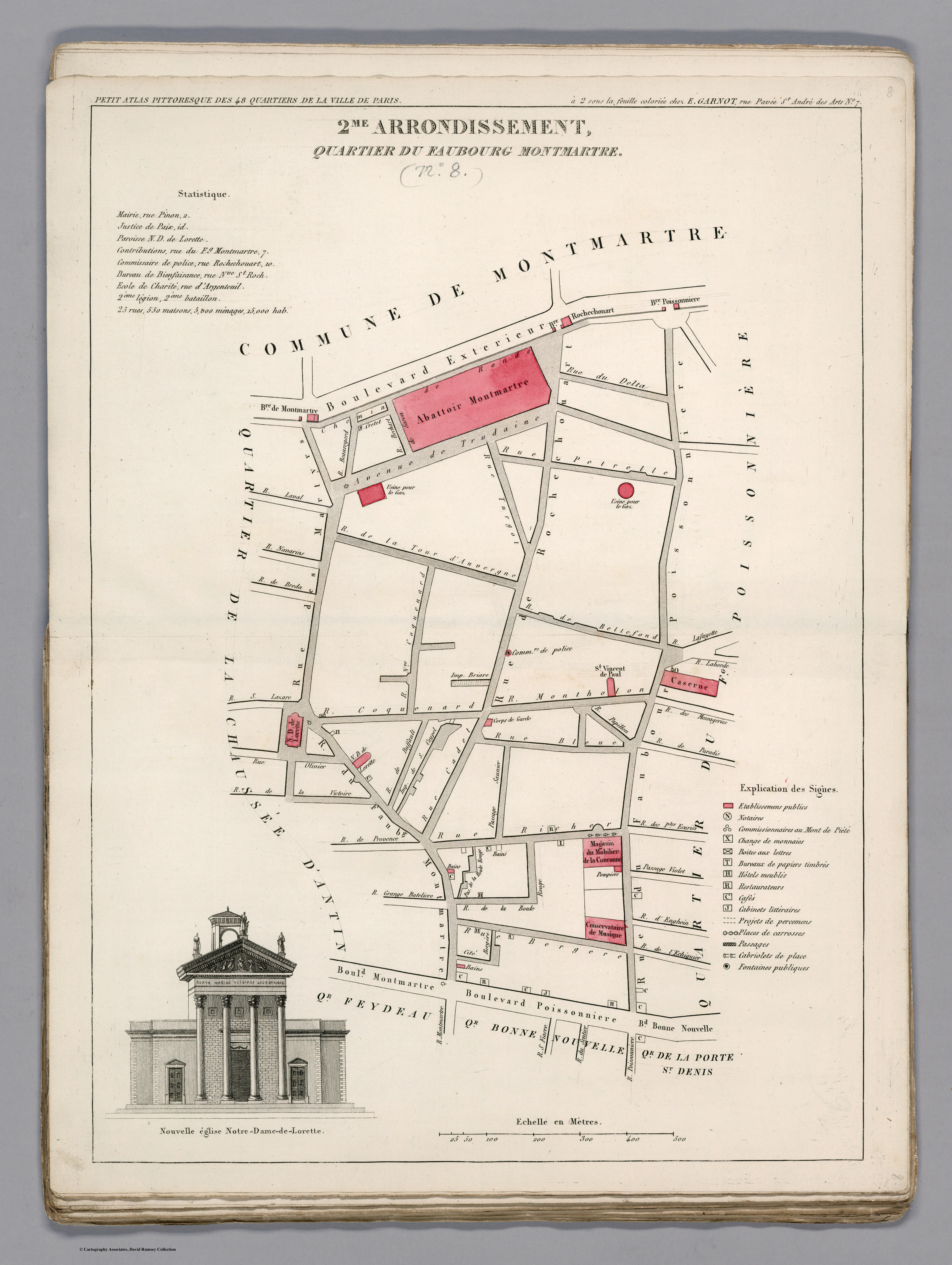
1834年の旧2区のフォーブール＝モンマルトル地区の地図。

1833年の条例により、通りの配置は次のようになった。
- 第1条 - 以下に指定するパリの公道の線形は、この計画に転写されたランドマークの議事録に従って、本書に添付された計画に描かれているとおりに確立される。
すなわち、ボーレガール＝デ＝マルティール通り、ベルフォン通り、ベルジェール通り、ブルー通り、ボシャール＝ド＝サロン通り[6]、ブール=ルージュ通り[7]、ビュフォー通り、コクナール通り、クレテ通り、モントロン通り、パピヨン通り (パリ)、ペトレル通り、リブテ通り、リシェ通り、テュルゴー通り、トルデーヌ通り。
- 第 2 条 - 手続きは、現行法規、または定められた配置を超える建物の保守修理または老朽化による取り壊し、または公道や個人が占有する土地、または最終的にこの土地の譲渡に対して両側に支払われる補償に関するあらゆる事項に準拠するものとする。
- 第3条 - 商務公共事業省大臣が本命令の執行に責任を負う。

1833年8月23日、テュイルリー宮殿で贈呈された。
署名:ルイ・フィリップ1世。

### ポルシェロン通り
ポルシュロン地区のごみ処理場もしくは道路管理所 ( Voiries de Paris ) は、ノートル＝ダム＝ド＝ロレット通りとヴォワリー通りの角に位置していた。

## 歴史的建造物等

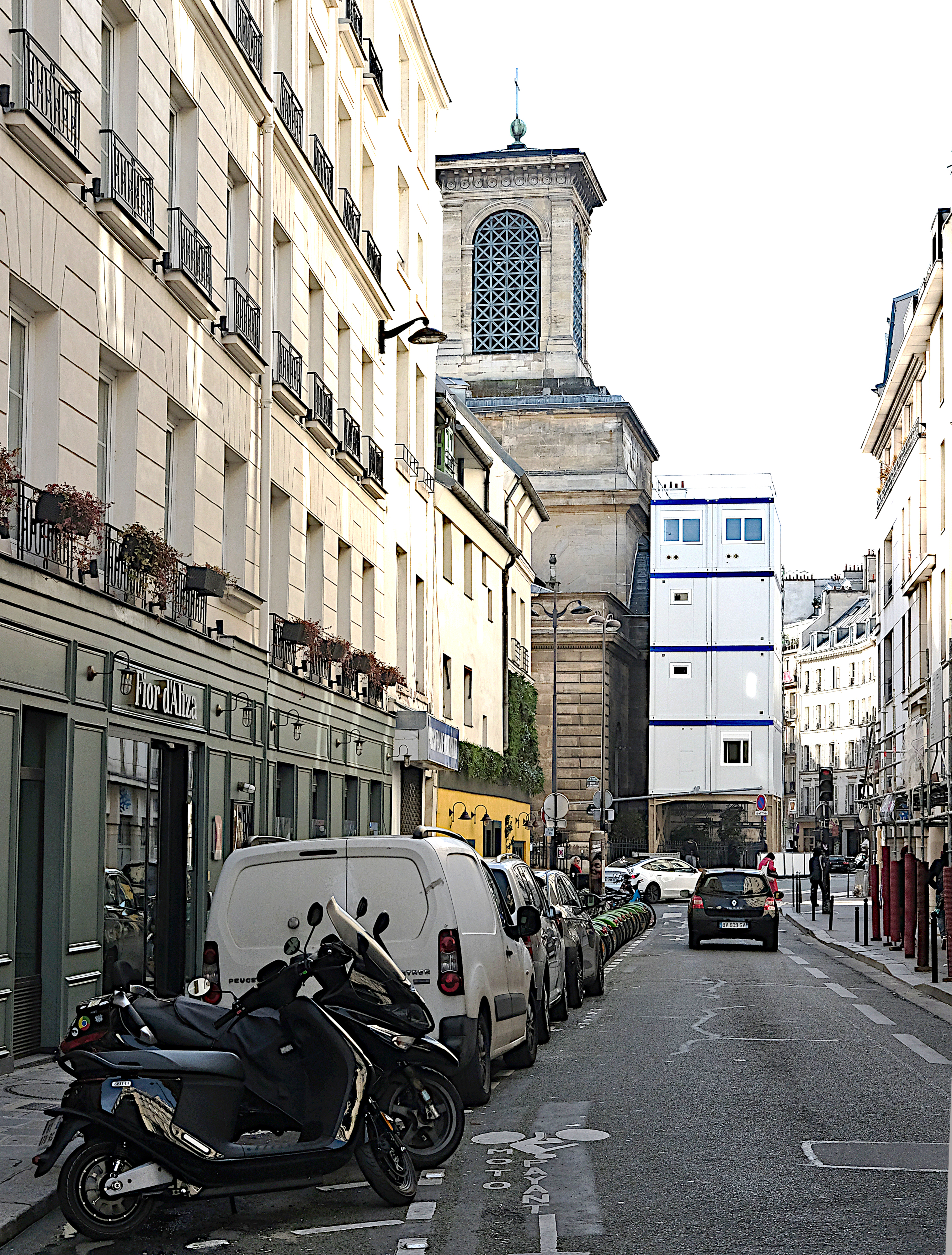
ラマルティーヌ通りの風景

- 5番地：共産主義系出版社のレガード（フランス語: Regards）は1947年からしばらくの間、この住所に本部を置いていた[8]。
- 6番地：グランドサロン・ギンゲットギャンゲット。約800人を収容[2]。18世紀にはパリ最大のギャンゲットであったこの場所は、カーニバルのように仮面をつけて「アンカナイユ（仮面舞踏会）」をしに来た宮廷の人々の間で大変人気があった[2][4]。
- 18番：アンリ・ベルクソンが生まれ育ったアパート[9]。
- 23番地：セファルディ系ユダヤ人のシナゴーグ（1859年）の旧所在地。以前はサンティエ通り39番地（1851年）にあった[10]。
- 24番地：フランス共産党の本部の一部が存在する。
- 28番地：1844年にフェリックス・ポタンが最初の食料品店を開店しました[ 11 ]。
- 32番地：ジャック・イニャス・イトルフ( 1792年生 - 1867年没 ) がここに住んでいた (パリ北駅、シルク・ディヴェール、コンコルド広場、シャンゼリゼ通りの建築家)。
- 54〜56番地：ポルシュロン礼拝堂（chapelle des Porcherons）が建てられていた[4][11]。

## 逸話
北側のクロード＝ロディエ通りからほど近い場所に『ロバ広場 ( cour aux ânes )』があり、パリ市民や観光客がモンマルトルの丘を登るためにこの登坂に適した健脚のロバ等を借りに来ていた。

## 関連事項
- パリ9区の通り一覧